# 수도권 국전 폭동
수도권 국전 폭동(일본어: 首都圏国電暴動)이란 1973년 4월 24일 일본의 국철노동조합과 국철동력차노동조합의 노동쟁의(준법투쟁)에 반발한 승객들이 도쿄 수도권 지역의 국철역에서 동시다발적으로 일으킨 집단 폭동이다.

## 사건 배경
1973년의 춘계 임금협상을 까닭으로, 국철노동조합과 국철동력차노동조합은 준법투쟁을 실시하고 있었다. 이는 승객들의 비난과 반발을 불렀고, 3월 13일 아침에 다카사키선 아게오역에서 승객이 차량과 역 시설을 파괴하는 사건이 일어났다(아게오 사건). 본래 이 시점에서 협상을 수습해야 했지만, 노사 모두 양보하지 않았다. 특히 국철노동조합과 국철동력차노동조합은 '아게오 사건은 권력층의 선동'이라고 근거없이 책임을 돌려, 사회에 사죄를 거부하고 바로 준법투쟁을 재개했다. 준법투쟁 자체는 합법이라고 하지만, 이러한 조합의 태도를 언론매체는 비판적으로 바라보았고, 노동조합에 대한 국민의 분노도 한계에 이르렀다.

## 사건 개요

### 오미야역에서의 소동
1973년 4월 24일, 이 날도 준법투쟁으로 국철 노선의 열차 배차가 혼란스러웠다. 특히 이 날은 4월 27일의 교통 총파업을 코앞에 둔 때였기 때문에, 노동조합은 준법투쟁을 강화하고 있었다.
16시 30분 무렵, 오미야 역에서는 준법투쟁에 의한 배차시간 혼란으로 도호쿠 본선·다카사키 선의 열차가 60~90분 지연되어 승강장에 승객이 넘쳐났다. 일부 승객이 역장실을 점거하는 소란을 일으키는 등 한때 상황이 악화되었지만, 사이타마현 경찰의 경비 출동과, 도부 노다선·버스 등의 대체 수송으로 승객들의 소요는 잠시 중단되었다.

### 아카바네역의 열차 지연 및 폭동
하지만 아카바네역에서는 도호쿠 본선, 사키 선의 하행 승강장에 열차가 도착하지 않아 이용객의 불만이 높아지고 있었다.
20시경, 아오모리행 급행열차 '쓰가루 1호'를 우쓰노미야역까지 보통 열차로 운행한다는 안내방송이 나왔다. '쓰가루 1호'는 평소 우에노역에서 19시 35분에 출발하지만, 준법투쟁과 적재량 초과 등으로 발차가 지연되어 20시 15분에 우에노역을 출발했다. 게다가 우에노역을 나올 때 열차는 만원 상태였다. 20시 20분쯤, 열차는 아카바네 역에 도착했지만 이미 꽉 차 있어서 승객들이 탈 수 없었다. 이에 화가 난 승객들은 기관차를 둘러 쌌고, 신변의 위험을 느낀 기관사는 도주하였다(이는 내부규정 위반). 이 때문에 '쓰가루 1호'는 아카바네 역을 출발할 수 없게 되어, 국철 측은 '게이힌 도호쿠선'으로 갈아타라는 안내 방송을 실시했다. 그러나 게이힌 도호쿠선 상행 전철도 아카바네 역 바로 앞에서 신호기 고장으로 운전이 늦어져, 승객들이 선로 위를 걸어 역으로 향하고 있었다.
21시쯤, 아카바네 역의 게이힌 도호쿠선 승강장에는 이미 3,000여명의 사람들이 기다리고 있었다. 이러한 혼잡에 화가 난 승객들은 정차중이던 '쓰가루 1호'의 유리창을 깨부수고, 역장실에 몰려가 날뛰는 등, 분노는 점차 폭동으로 발전했다. 21시 30분 무렵에는 1번선에 정차중이던 게이힌 도호쿠선 이소고행 전철 차내에서 발연통이 불에 탔고, 22시 30분 무렵에는 한 남자가 운전대에 방화하는 등의 큰 소란이 일어났다. 아카바네 역에서의 열차 운행 정지는 야마노테 선 등의 타 노선에도 영향을 미쳐 국철 열차 운행이 잇달아 정지되었고, 이에 따라 다른 역으로 폭동이 퍼졌다.

### 우에노역 승객들의 폭동
20시 30분 무렵, 우에노역에서는 출발하지 않는 전철에 인내심의 한계를 느낀 한 이용객이 다카사키 선 가고하라행 열차에 돌을 던진 것을 시작으로 소란이 확산되어, 역 기능은 마비되고 역 직원과 이용객 사이의 소규모 마찰과 역 시설 파괴 행위가 잇따랐다. 0시 20분 무렵에는 우에노역의 중앙홀에서 방화가 일어났으며, 운행을 멈춘 열차의 안내판을 모아 불에 던지는 행위도 볼 수 있었다.

### 신주쿠역 승객들의 폭동
신주쿠역에서는 우에노역에서의 소란 사태로 21시 30분 무렵 야마노테 선의 운행을 정지하므로 지하철과 사철 등을 대신 이용해 달라는 방송을 했으나, 이용객들이 역장 사무실에 찾아오는 등의 소요가 일어났다. 22시쯤에는 서쪽 출구의 요금 정산소나 매점 등을 습격하고, 동쪽 출구의 철도 공안실에 방화하는 등의 폭동으로 발전되었다. 이는 다음날 4월 25일 7시쯤까지 계속되었다. 신주쿠역에서의 폭동 참가자는 최대 13,000여명에 이르렀다.

### 폭동 동시 발생
이 외에, 시부야역·아키하바라역·유라쿠초역 등등, 총 38개 역에서 파괴·방화 등의 폭동이 동시에 발생했다. 폭동에 참가한 군중의 수는 32,000여명으로 추산되었다. 일부 극렬한 사람들은 무질서한 틈을 타서 표, 현금, 매점의 상품 등을 약탈하여, 피해액이 현금으로만 천만엔을 넘었다고 추산되었다. 또한, 이케부쿠로역에서는 폭동 가담자들끼리 싸우는 일도 있었고, 간다 역에서는 택시에 돌을 던지는 등의 소란도 발생했다. 신바시역에서는 역 시설 파괴에 의한 것으로 추정되는 가스 누출도 발생했다.

### 일본 경시청의 폭동진압
이에 대해 일본 경시청은 22시쯤 경찰 기동대를 최대한 동원해, 군중들의 파괴 행위를 저지하고 역무원과 열차를 보호하라는 지령을 내렸다. 동시에 각 역장에게 역무원의 현장 대기를 요청했다. 23시 30분 무렵에는 사건의 확대를 방지하고 열차의 운행을 확보하며, 악질 폭동 가담자는 체포·검거할 방침임을 전 경찰관에게 통지했다. 또한, 각 교통회사에 전철·버스 등의 임시 운행과 막차 연장을 요청했다. 그러나 동시다발적인 사태로 번져 크게 손을 쓸 수 없었고, 군중에게 무서움을 느낀 역무원들이 모두 달아나는 일도 많았다고 한다.

## 결과
국철노동조합과 국철동력차노동조합은 22시 30분 무렵이 되어서야 준법투쟁을 중지할 것을 통지했지만, 21시 45분 무렵에 이미 아카바네선·게이힌 도호쿠선·야마노테선·도호쿠 본선·다카사키선·조반선등이 운행을 중지하였다. 수많은 차량과 시설이 파괴되어, 도쿄 수도권에서는 다음날 4월 25일 오전 10시 경까지 열차 운행이 전면 중지되었다. 그 후에도 대폭적인 솎아내기 운전(=間引き運転)이 강요되었다.

## 그외
일본국유철도는 이 사건을 계기로 몰락하게 되었고, 1987년에 현재의 JR그룹으로 탈바꿈했다.